# نرم (سرایان)
نَرم روستایی در دهستان مصعبی بخش آیسک شهرستان سرایان استان خراسان جنوبی ایران است. این روستا در فاصله ۳۶ کیلومتری شمال شرق شهر فردوس در استان خراسان جنوبی واقع شده و تا سال ۱۳۸۴ در تقسیمات کشوری جزء این شهرستان محسوب می‌شد، ولی بعد از تقسیمات جدید خراسان جزء خراسان جنوبی، شهرستان سرایان، بخش آیسک، دهستان مصعبی قرار گرفت.
کوه‌های معروف روستا سیاهکوه، کمردوز، قلارخانه و قله گزرگوک از شهرت بیشتری برخوردارند و یکی از ویژگی‌های فوق‌العاده این روستا قرار گرفتن در موقعیت خاصی است که دو سمت روستا دو دره نسبتاً عمیق قرار گرفته که روستا را از خطر هرگونه سیل و آبگرفتگی در امان نگه می‌دارد. در هسته مرکزی روستا مسجد واقع شده است. سه درخت چنار نسبتاً بزرگ در بالا، مرکز و پایین روستا از دیگر جلوه‌های ظاهری روستا هستند. مجموعه باغات با نام علی پیاده در شرق روستا قراردارد که از آب قنات جداگانه‌ای و با آبدهی خوبی بهره می‌گیرد. بر پایه سرشماری عمومی نفوس و مسکن در سال ۱۳۹۰ جمعیت این روستا ۵۶ نفر (در ۲۶ خانوار) بوده است.